# Plinio Corrêa de Oliveira
Plinio Corrêa de Oliveira (ur. 13 grudnia 1908 w São Paulo, zm. 3 października 1995 tamże) – brazylijski historyk, pisarz, publicysta, działacz katolicki.

## Życiorys

### Rodzina
Plinio Corrêa de Oliveira, zwany Doktorem Plinio, urodził się w niedzielę 13 grudnia 1908. Jego ojciec, Joao Paulo Corrêa de Oliveira, pochodził z arystokratycznej rodziny plantatorów trzciny cukrowej z Pernambuco. Brat dziadka Plinia João Alfredo Corrêa de Oliveira, który był ostatnim premierem Cesarstwa Brazylii, zniósł niewolnictwo, podpisując wraz z księżniczką Izabelą ustawę zwaną Złotym Prawem 13 maja 1888 r. Natomiast matka, Lucilia Ribeiro dos Santos, pochodziła z rodu należącego do paulistów, założycieli miasta São Paulo, wśród których było wielu bandeirantes. Lucilia Ribeiro dos Santos, matka Plinia, urodziła się 22 kwietnia 1876 r. w Pirassununga w stanie São Paulo, jako druga z piątki dzieci Antonia (1848–1909) i Gabrieli (1852–1934). W 1893 r. jej rodzina przeniosła się do São Paulo, gdzie zamieszkała w dzielnicy Campos Eliseos. Tam w wieku trzydziestu lat Lucilia poznała i poślubiła prawnika Joao Paulo Correę de Oliveira, który przybył do São Paulo ze stanu Pernambuco leżącego na północnym wschodzie Brazylii, prawdopodobnie za radą swego stryja João Alfredo. Podczas oczekiwania narodzin Plinia lekarz prowadzący matki Plinia proponował jej poddanie się aborcji, ponieważ poród niósł ze sobą wysokie ryzyko śmierci jej lub dziecka. Jednak Lucilia odpowiedziła: „Doktorze, takiego pytania nie zadaje się matce! Nie powinno ono nawet przyjść panu do głowy!”.

### Edukacja
Uczęszczał do szkoły średniej w prowadzonym przez Towarzystwo Jezusowe Kolegium św. Ludwika w São Paulo. W 1930 r. odebrał dyplom w zakresie nauk prawniczych i społecznych na Wydziale Prawa Uniwersytetu w São Paulo. W 1928 r. przystąpił do Sodalicji Mariańskiej, szybko stając się jej głównym liderem w całej Brazylii. Będąc już członkiem Sodalicji Mariańskiej w Kolegium św. Ludwika, gdzie pobierał nauki, wstąpił do Sodalicji Mariańskiej Legionu św. Piotra działającej przy parafii św. Cecylii. Sodalicja ta, założona 26 grudnia 1926 r. przez wikariusza parafii ks. Marcondesa Pedrosę, wydawała biuletyn „O Legionário” i zgromadziła liczbę stu członków. Niedługo później założył wraz z grupą młodych członków sodalicji mariańskich Uniwersytecką Akcję Katolicką (AUC) na Wydziale Prawa Uniwersytetu w São Paulo. Przy okazji ceremonii ukończenia studiów zapragnął, by odprawiono mszę świętą wieńczącą, zgodnie z tradycją, ukończenie studiów wyższych nie w przylegającym do budynku uniwersyteckiego kościele św. Franciszka, ale na wewnętrznym dziedzińcu wydziału. Mszę celebrował główny wikariusz diecezji ks. Gastão Liberal Pinto, a kazanie wygłosił o. Leonel Franca SJ. Kiedy 11 grudnia 1930 r. Plinio Corrêa de Oliveira odebrał dyplom z prawa i nauk politycznych, jego nazwisko było już „szeroko znane i podziwiane wśród brazylijskiej katolickiej młodzieży”.

### Działalność polityczna
Plinio Corrêa de Oliveira, który nie wziął czynnego udziału w powstaniu konstytucjonalistów w 1932 r., zrozumiał jednak, że powołanie konstytuanty dostarczy okazji, aby utworzyć coś co byłoby katolickim ruchem ponadpartyjnym. W październiku 1932 r. Plinio zasugerował arcybiskupowi São Paulo Duarte Leopoldo e Silvie, by utworzyć stowarzyszenie elektorów mające na celu koordynację ich głosowania na kandydatów respektujących program katolicki. Arcybiskup Duarte chętnie przystał na tę propozycję i poprosił Plinia, by ten nadał sprawie bieg, poczynając od omówienia jej z kard. Leme. W następnym miesiącu Plinio udał się do Rio de Janeiro, gdzie spotkał się z dwoma młodymi działaczami ruchu katolickiego, Heitorem da Silva Costą i Alceu Amoroso Limą, którzy z kolei przedstawili pomysł kard. Leme. Ten zaakceptował go i poprosił ich o przygotowanie statutu nowego stowarzyszenia. W ten sposób powołana została do istnienia Katolicka Liga Wyborcza (Liga Eleitorial Catolica – LEC), stawiająca sobie za cel skupienie głosów kręgów katolickich w wyborach do Narodowego Zgromadzenia Konstytucyjnego. Miała ona zapoznać kandydatów rozmaitych partii z „minimum wymagań”, czyli ze spisem warunków zobowiązujących ich do działania na forum parlamentu w duchu katolickim. Na stanowisko przewodniczącego LEC powołany został Pandiá Calógeras, funkcję zaś sekretarza generalnego objął Alceu Amoroso Lima. Pod koniec marca 1933 r. abp Duarte wyłonił listę czterech kandydatów do wspólnego bloku z São Paulo, włączając do niej Plinia Corrêa de Oliveirę, który w wyborach majowych otrzymał największą liczbę głosów w całej Brazylii. Miał wtedy zaledwie 24 lata, a zdobył dwa razy więcej głosów niż, drugi pod tym względem, ceniony polityk Alcântara Machado. Czasopismo „O Legionário” nazwało ten sukces "zwycięstwem mariańskim". W artykule pod tym tytułem napisano: „Centralną postacią tej pięknej stronicy dziejów sodalicji w São Paulo jest Plinio Corrêa de Oliveira, pobożny syn Maryi, przywódca Katolickiej Ligi Wyborczej, mariański kandydat do Zgromadzenia Konstytucyjnego”. Zdecydowana akcja LEC nie pozostała bez rezultatu. Zgromadzenie nie tylko uchwaliło „minimum wymagań” Ligi [nierozerwalność związku małżeńskiego (art. 144), naukę religii w szkołach (art. 153), posługę religijną w siłach zbrojnych i więzieniach (art. 113, nr 6)], ale również liczne inne jej postulaty, takie jak: odwołanie do Boga w preambule ustawy zasadniczej, pomoc państwa dla rodzin wielodzietnych (art. 138, § d7), służbę wojskową kleryków odbywaną w formie pomocy duchowej lub pracy w szpitalu (art. 163, § 3), wolność i pluralizm związków pracowniczych (art. 120), prawo przeciwdziałające wywrotowej propagandzie (art. 113, § 9). Konstytucja z 1934 r. stanowiła ukoronowanie działalności ruchu katolickiego. Jak powiedział Paulo Brossard, brazylijski minister sprawiedliwości w latach 1986–1989: „W historii Brazylii żadna niezależna organizacja polityczna nie cieszyła się większymi wpływami niż Katolicka Liga Wyborcza”.

### Redagowanie „O Legionário”
6 sierpnia 1933 r. Plinio Corrêa de Oliveira został powołany do kierowania periodykiem „O Legionário”, który w tym samym miesiącu stał się nieoficjalnym organem archidiecezji São Paulo. Pismo miało być kierowane do środowisk katolickich w celu formowania ich myśli i działań. Wkrótce w tych właśnie środowiskach w całym kraju tygodnik zdobył sobie ogromne wpływy. Plinio pisał artykuły wstępne, był również autorem ukazującej się regularnie rubryki À margem dos factos [„Na marginesie zdarzeń”], nazwanej później 7 dias em revista [„Siedem dni w retrospektywie”]. Zgromadził wokół siebie zespół współpracowników, pomiędzy którymi znalazło się dwóch młodych księży mających w przyszłości zostać wiodącymi postaciami brazylijskiego duchowieństwa: Antônia de Castro Mayera, jako asystenta kościelnego pisma, oraz Geraldo de Proença Sigauda SVD. Spośród świeckich współpracowników Plinia wyróżniał się José de Azeredo Santos, młody członek sodalicji z Minas Gerais, który przyjechał z Rio, by w São Paulo pracować jako inżynier. Zespół redakcyjny liczący od pięciu do ośmiu członków spotykał się regularnie, by w świetle nauki Kościoła badać artykuły prasowe i wiadomości z całego świata. W roku 1936 pismo przekształciło się z zaledwie dwustronicowego dwutygodnika w tygodnik liczący osiem stron, stając się pismem o zasięgu ogólnokrajowym. W 1937 r. „O Legionário” był już najbardziej wpływowym tygodnikiem katolickim w Brazylii, wydawanym w nakładzie przekraczającym 17 tysięcy egzemplarzy. W latach 1929–1947 na ogólną liczbę 2936 artykułów Plinia opublikowanych w „O Legionário” przypadło aż 447 skierowanych przeciw nazizmowi i faszyzmowi. Znacząca liczba owych tekstów ukazała się nie tylko przed wybuchem wojny, ale także przed publikacją encykliki Mit brennender Sorge, w której Pius XI potępił nazizm. Mimo że w roku 1929 Pius XI podpisał traktaty laterańskie z Mussolinim, już dwa lata później, w encyklice Non abbiamo bisogno otwarcie skrytykował tendencje totalitarne włoskiego ustroju, a przysięgę na wierność Duce oraz „faszystowskiej rewolucji” potępił jako bezprawną. Plinio w krytyce etatystycznego reżimu faszystowskiego, jaką formułował w artykułach, nawiązywał do słów papieża. Już od roku 1937 ze wzrastającym niepokojem obserwował Plinio Corrêa de Oliveira postępującą radykalizację faszyzmu i jego skłanianie się ku nazizmowi. W tym okresie Plinio przedstawił liczne prognozy na łamach „O Legionário”, m.in. dotyczące II wojny światowej: „Wojna jest kwestią dni czy miesięcy, ale nieuchronnie wybuchnie (…) Kiedy może wybuchnąć? Jutro? Za 6, 10, 12 czy 24 miesięcy? Tego nie wiemy. Lecz tak długo, jak Hitler będzie u władzy, będzie ona nieunikniona”, czy sojuszu komunizmu i nazizmu: „Wytycza się już pola bitew przyszłej konfrontacji, podczas gdy w istocie zachodzi coraz wyraźniej widoczny proces doktrynalnej fuzji nazizmu i komunizmu. Naszym zdaniem, rok 1939 ujrzy tej fuzji urzeczywistnienie”, „Historyczny uścisk dłoni. Pakt podpisany wspólnie przez nazizm i komunizm zdumiał wielu ludzi. Stąd zaskoczenie wielu czytelników wobec pełnej, jak można powyżej dostrzec, uśmiechu i czułej serdeczności wymiany uścisku dłoni między Ribbentropem a Stalinem tuż po podpisaniu układu. «O Legionário» przewidział jednak to wydarzenie na długo wcześniej”. W latach czterdziestych Plinio przestrzegał również przed zagrożeniem ze strony islamu, pisząc m.in. „W dzisiejszych czasach, z pomocą ludzi, broni i pieniędzy można uczynić wszystko. Pieniędzy i ludzi świat muzułmański ma pod dostatkiem. Nabycie broni nie będzie w tym przypadku trudne (…)”, „Zasada rzeczy tego świata niezmiennie jest taka: dla krótkowzrocznych, ludzie normalnie widzący uchodzą za wizjonerów. Tyle już razy nazwano nas wizjonerami, aż w końcu namacalność faktów wielu krótkowzrocznym zamknęła usta. Niech gromada krótkowzrocznych raz jeszcze powie o nas ‘wizjonerzy’: problem muzułmański stanie się, po wojnie, jedną z najpoważniejszych kwestii religijnych naszych czasów (…)”.

### Prezesura w Archidiecezjalnej Radzie Akcji Katolickiej
W 1937 r. Plinio został profesorem historii na Wydziale Prawa Uniwersytetu w São Paulo, który w późniejszym okresie połączył się z innym wydziałem, tworząc PUC-SP (Papieski Uniwersytet Katolicki w São Paulo). 11 marca 1940 r. z rąk arcybiskupa São Paulo Dom José Gaspara de Affonseca e Silvy otrzymał funkcję prezesa archidiecezjalnej rady Akcji Katolickiej w São Paulo. W tym samym czasie ks. Antônio de Castro Mayer został mianowany generalnym asystentem Akcji Katolickiej w São Paulo, a ks. Geraldo de Proença Sigauda powołano na stanowisko archidiecezjalnego asystenta Młodzieży Akademickiej. Plinio Corrêa de Oliveira objął całościowe kierownictwo katolickiego laikatu São Paulo, w którego skład wchodziły organizacje studenckie, Akcja Katolicka oraz stowarzyszenia pomocnicze, tj. grupy pobożnościowe, zakony tercjarskie i sodalicje mariańskie. Dzięki tej funkcji Plinio Corrêa de Oliveira uzyskał możliwość szerokiego spojrzenia na złożoną rzeczywistość katolicką w kraju. Jako prezes zarządzał stowarzyszeniem z ogromną energią, zwalczając pojawiające się błędy doktrynalne i próbując zmienić „nowoczesne” trendy myślowe. Pod jego kierownictwem Akcja Katolicka w São Paulo przeżywała okres szybkiego rozwoju. Kongres Eucharystyczny, jaki odbył się tam w roku 1942, zgromadził ponad 500 tysięcy uczestników, podczas gdy São Paulo liczyło wówczas 1,5 mln mieszkańców. Jako diecezjalny prezes Akcji Katolickiej Plinio wygłosił z tej okazji oficjalne przemówienie o historycznej roli jego ojczyzny.

### PublikacjaW obronie Akcji Katolickiej
Książka Plinia Em Defesa da Ação Católica [„W obronie Akcji Katolickiej”], ze wstępem nuncjusza Benedetta Aloisi Maselli i imprimatur arcybiskupa São Paulo, ukazała się w czerwcu 1943 r. Składająca się z pięciu części praca stanowiła pierwszą szeroko zakrojoną krytykę idei progresywizmu według autora rozprzestrzeniających się wewnątrz brazylijskiej Akcji Katolickiej i odbijających się na całym społeczeństwie. W Em Defesa da Ação Católica potępiono m.in. zrównanie laikatu i hierarchii kościelnej, apostolat infiltracji, dążność do bezkarności i indyferentyzmu religijnego, rzekomą niemoralność ubiorów kobiecych, wiarę w automatyczne uświęcenie poprzez liturgię, fałszywe życie wewnętrzne, nieskromne miejsca i okoliczności, jak karnawały, plaże, bale. „To był akt kamikaze. Wylecieć w powietrze miał albo progresywizm, albo my. Padło na nas. W środowisku katolickim książka u jednych wywołała aplauz, u innych wściekłą irytację, u przytłaczającej większości zaś głębokie oszołomienie. Ciemna noc ostracyzmu nie do zniesienia, całkowitego i zdającego się nie mieć końca, spadła na tych z moich przyjaciół, którzy pozostali wierni tej książce. Zapomnienie ogarnęło nas w kwiecie naszej młodości – to była ofiara, którąśmy przewidzieli i przyjęli (…). Natomiast dla rodzącego się progresywizmu książka okazała się takim ciosem, że do dnia dzisiejszego jeszcze się po nim nie otrząsnął”. W 1944 r. przedwcześnie zmarłego arcybiskupa José Gaspara zastąpił Carlos Carmelo de Vasconcelos Motta, który narzucił zespołowi „O Legionário” „zawieszenie broni”, stanowiące wyraz dezaprobaty dla jego kierownictwa. Plinio Corrêa de Oliveira utracił stanowisko prezesa Akcji Katolickiej, ks. Mayer, generalny wikariusz archidiecezji, został zdegradowany do pozycji wikarego ekonoma parafii São José de Belém, a ks. de Sigauda wysłano do Hiszpanii. W grudniu 1947 r. Plinio został pozbawiony stanowiska redaktora naczelnego „O Legionário”. W 1948 r. funkcję asystenta kościelnego brazylijskiej Akcji Katolickiej przejął Hélder Câmara.

### Założenie miesięcznika „Catolicismo” i publikacja książkiRewolucja i kontrrewolucja
Na krótko przed zamknięciem „O Legionário”, w styczniu 1947 r. nominowano ks. de Sigauda na biskupa Jacarezinho, natomiast w marcu roku kolejnego wybrano ks. Mayera na biskupa koadiunktora Campos. Powód tych nominacji stał się jasny 26 lutego 1949 r., kiedy to list z Sekretariatu Stanu, podpisany przez ówczesnego podsekretarza stanu abpa Giovanniego Batistę Montiniego, przyszłego papieża Pawła VI, przyniósł Plinio Correi de Oliveirze oficjalną pochwałę i błogosławieństwo papieża Piusa XII za książkę W obronie Akcji Katolickiej. W styczniu 1951 r. bp Antônio de Castro Mayer założył w Campos miesięcznik kulturalny zatytułowany „Catolicismo”, którego zespół redakcyjny tworzyli dawni członkowie redakcji tygodnika „O Legionário“, m.in. José Carlos Castilho de Andrade, Fernando Furquim de Almeida, Adolpho Lindenberg i José de Azeredo Santos. Kierownictwo redakcją powierzono Pliniowi Corrêi de Oliveirze, który w pierwszym numerze „Catolicismo” pisał: „Oto nasz cel, nasz wielki ideał. Zmierzamy ku cywilizacji katolickiej, która ma powstać na ruinach dzisiejszego świata, podobnie jak cywilizacja średniowiecza zrodziła się na ruinach świata rzymskiego. Zmierzamy do realizacji naszego ideału z tą samą odwagą, z tą samą wytrwałością, z tą samą wolą przezwyciężenia wszystkich napotkanych przeszkód, z jaką krzyżowcy podążali ku Jerozolimie”. W czasopiśmie tym w 1959 r. swą pierwszą odsłonę miała najsłynniejsza publikacja Plinia – Rewolucja i kontrrewolucja. Rewolucja i kontrrewolucja doczekała się 26 wydań i została przetłumaczona na ponad 10 języków. Książka definiuje metafizyczne cechy „rewolucji”, określa jej fazy, zasięg i cele oraz stawia propozycję metod działania kontrrewolucyjnego, wyjaśniając to, co charakteryzuje „kontrrewolucję”. Swoje poglądy Plinio przedstawiał także w książce Środowiska, zwyczaje, cywilizacje, w którym przeprowadza analizę obrazów, zdjęć, ilustracji czy typów mody i sugerował na ich przykładach wartości cywilizacji chrześcĳańskiej oraz przedstawiał argumenty na postępujący w jego opinii proces ich rozkładu.

### Stowarzyszenie Obrony Tradycji, Rodziny i Własności
26 lipca 1960 r. w São Paulo założył Stowarzyszenie Obrony Tradycji, Rodziny i Własności [Sociedade Brasileira de Defesa da Tradição, Família e Propriedade (TFP)], organizację o charakterze kulturalnym i obywatelskim, inspirowaną myślą katolicką. Plinio był jej dożywotnim prezesem, natomiast Fernando Furquim de Almeida (1913–1981) dożywotnim wiceprezesem.

### Krytyka reformy rolnej
10 listopada 1960 r. ukazała się Reforma rolna, kwestia sumienia, której współautorem był Plinio. Napisał on pierwszą część książki, której tekst przedłożył biskupom Antônio de Castro Mayerowi i Geraldo de Proença Sigaudowi w celu zrecenzowania i zbadania go z teologicznego punktu widzenia. Autorem drugiej części, o charakterze czysto technicznym, był ekonomista Luiz Mendonça de Freitas. Reforma rolna, kwestia sumienia poza Brazylią była publikowana w Argentynie (1963), Hiszpanii (1969) i Kolumbii (1971). Wśród polemistów i krytyków tej książki byli biskup pomocniczy diecezji Rio Hélder Câmara, abp Goiânii Fernando Gomes, kard. Carlos Carmelo de Vasconcellos Motta i Gustavo Corção. W tamtym okresie grupa zebrana wokół „Catolicismo” po dojściu do władzy João Goularta rozpoczęła działać na ulicach, prowadząc kampanię antykomunistyczną. Do końca 1963 r. udało się jej rozprowadzić 11 500 egzemplarzy Listu duszpasterskiego przestrzegającego wiernych przed podstępnymi zakusami komunistycznej sekty, autorstwa bpa Antônio de Castro Mayera, a także 13 000 egzemplarzy Listu duszpasterskiego o komunistycznej sekcie i 110 000 egzemplarzy Katechizmu antykomunistycznego, publikacji napisanych przez bpa Geraldo de Proença Sigauda. W 1964 r. doszło do zamachu stanu, w wyniku którego João Goulart oddał władzę, a na czele państwa stanęło wojsko. Formą sprzeciwu wobec komunizmu były np. demonstracje zwane Marszami Rodziny z Bogiem ku Wolności. 8 kwietnia 1964 r. autorzy Reformy rolnej… wysłali do członków Kongresu Narodowego studium Reforma agrária Aniz Badra-Ivã Luz significa Janguismo sem Jango, które krytykuje reformę rolną i sugeruje zamach na własność prywatną. Projekt został wstrzymany w senacie po tym, jak uzyskał aprobatę Izby Deputowanych. Pod koniec 1964 r. Kongres pośpiesznie zaaprobował, po 22 dniach debat, Poprawkę do Konstytucji nr 10 oraz Statut ziemski. Przed zatwierdzeniem, 4 listopada 1964 r., autorzy Reformy rolnej… wysłali do deputowanych i senatorów dokument pod tytułem Prawo własności i wolna inicjatywa w projekcie poprawki do Konstytucji nr 5/64 oraz w projekcie Statutu ziemskiego, w którym krytykowali proponowaną poprawkę do Konstytucji oraz projektu ustawy. 24 grudnia, po uchwaleniu obydwu ustaw, TFP sprzeciwiało się temu. Efekty tych ustaw były ograniczone ze względu na to, że Rząd Federalny, będący przeciwny reformie rolnej, wprowadził je w życie w okrojonym zakresie.

### Sobór Watykański II
Plinio nie był również obojętny na zmiany zapoczątkowane przez Sobór Watykański II, który uznał za początek rewolucji w Kościele. Plinio Corrêa, z pomocą TFP, rozpowszechnił studium Ugoda z reżimem komunistycznym: dla Kościoła oznacza nadzieję czy samozniszczenie?, które przetłumaczono na osiem języków i które dostarczono wszystkim zgromadzonym w Rzymie Ojcom Soborowym.Tekst został przedrukowany w całości w 39 dziennikach i czasopismach w trzynastu krajach. Miał on skłonić Sobór do potępienia komunizmu. Ponadto abp Sigaud osobiście doręczył Pawłowi VI dwie petycje: pierwszą, napisaną osobiście przez Plinia, cieszącą się poparciem 218 spośród 243 Ojców Soborowych, którzy odpowiedzieli twierdząco na pytanie, czy Sobór powinien się wypowiedzieć w sprawie komunizmu w sposób wyraźny i uroczysty. Natomiast w drugiej, której pomysłodawcą był Plinio i którą podpisało 510 dostojników kościelnych z 78 krajów, proszono, aby papież wraz z wszystkimi biskupami poświęcił Rosję i świat Niepokalanemu Sercu Maryi. Papież nie odniósł się do żadnej z próśb. Założyciel TFP przyczynił się także do powstania głośnego soborowego, konserwatywnego, nieformalnego zespołu biskupów Coetus Internationalis Patrum (międzynarodowa grupa ojców), który zawiązał się między drugą a trzecią sesją Soboru, dołączając do Petit Comité z pierwszej sesji. W październiku, korzystając ze wsparcia organizacyjnego i strategicznych sugestii Plinia Corrêi, dwaj najbliżsi mu biskupi, Mayer i Sigaud, nawiązali liczne kontakty, do dyspozycji mając sekretariat utworzony przez członków TFP w Rzymie, m.in. z kard. Maselą, kard. Ruffinim, bpem Ruppem, bpem Roncą, ks. Piolantim i bpem Lefebvre’em, który 14 listopada zgodził się zostać członkiem Małego Komitetu odbywającego swe zebrania w „Corso Italia”, w Domu Ojców Zgromadzenia Ducha Świętego, którego był przełożonym.

### Kampanie TFP w latach sześćdziesiątych
2 czerwca 1966 r. rozpoczęła się zbiórka podpisów w kampanii przeciw rozwodom, jaką TFP zorganizowało pod kierownictwem Doktora Plinio. W ciągu pięćdziesięciu dni ponad milion Brazylijczyków przystąpiło do petycji antyrozwodowej. W samym środku kampanii swą ofensywę przypuściła CNBB (Krajowa Konferencja Episkopatu Brazylii), która od tego momentu zrzeszała biskupów o orientacji postępowej. TFP publikuje w głównych dziennikach kraju odpowiedź, dając w niej wyraz swemu zdziwieniu wobec ataku, jaki episkopat wymierzył przeciw stowarzyszeniu dokładnie w momencie, gdy było ono gorąco zaangażowane w walkę przeciw rozwodom. W 1968 r. Plinio Corrêa zaczyna kierować kampaniami przeciw duchowieństwu sympatyzującemu z komunizmem. W czerwcu tego roku wysyła list do Héldera Câmary, arcybiskupa Olindy i Recife, w związku z działalnością belgijskiego księdza Josepha Comblina. List ten został opublikowany w najważniejszych organach prasowych w kraju, a jego kopie TFP rozpowszechniła w postaci ulotek pod hasłem TFP prosi o ukrócenie działań księdza. Arcybiskup Hélder Câmara nie poświęcił temu uwagi. Ten i inne czynniki skłoniły Plinia do zorganizowania petycji, w której proszono Pawła VI, aby podjął skuteczne działania przeciw infiltracji komunistów w środowiskach katolickich. W przeciągu 58 dni TFP zdobyło ponad 1,5 mln podpisów. Zbierano je także w Argentynie, Chile i Urugwaju. W ostatecznym podliczeniu, kiedy 7 listopada 1969 r. doręczono mikrofilm z wynikami do Watykanu, liczba podpisów wynosiła ponad 2 miliony. Żadna jednak odpowiedź nie nadeszła ze Stolicy Apostolskiej. W sierpniu 1969 r. przewodniczący TFP zaczyna pisać do „Folha de São Paulo”, gazety o największym zasięgu w kraju. Plinio angażuje się wówczas w wydanie i popularyzowanie książki innego członka TFP – Antonio Augusto Borelliego Machado – As aparições e a mensagem de Fátima conforme os manuscritos da Irmã Lúcia [„Fatima – orędzie tragedii czy nadziei?”].

### Krytyka Nowego Porządku Mszy
W 1969 r. papież Paweł VI ogłosił Nowy Porządek Mszy Świętej [Novus Ordo Missae]. Tego samego roku Doktor Plinio sugeruje w „Catolicismo” infiltrację w Kościele ukrytych grup wywrotowych dążących do zmiany liturgii. Zaraz po pierwszym oficjalnym odprawieniu nowej Mszy Świętej na świecie, w styczniu 1970 r., przewodniczący TFP pisał w kolejnym artykule: „Dwóch kardynałów – dwie postaci bardzo zatem zbliżone do papieża – nie zawahało się wystosować do Pawła VI listu, w którym wyrazili oni głębokie zaniepokojenie i poważne zastrzeżenia względem nowego «Porządku». Co więcej, dwóch purpuratów uznało, iż treść listu, jaki skierowali do Ojca Świętego, winna zostać podana do publicznej wiadomości (…) według kardynałów Msza Święta w nowym «Porządku» mieni się nie tyle jako sakrament podług doktryny katolickiej, lecz jako wieczerza. A to – podkreślają – zbliża ją do ujęcia w duchu protestanckim (…). W «Courrier de Rome» (25-7) czytam deklarację, która, pochodząc ze źródła diametralnie różnego, zmierza ku wnioskom tym samym, do jakich dotarli dwaj kardynałowie. Jedną z najsłynniejszych instytucji protestanckich jest dziś klasztor Taizé, we Francji. Otóż w artykule opublikowanym w paryskim dzienniku «La Croi» «brat» Thurian z Taizé napisał te słowa: «Reforma liturgii (z jej nowym «Porządkiem») stanowi ważny krok w dziedzinie rozwoju ekumenizmu. Zbliżyło ją to do form liturgicznych właściwych dla Kościoła luterańskiego»”. Te artykuły przygotowywały publiczność, a w szczególności tych, którzy podążali za tradycjonalistycznym myślicielem, na przyjęcie książki członka TFP, którego poglądy podzielał przewodniczący. Mowa tu o Rozważaniach o Porządku Mszy Świętej Pawła VI Arnaldo Xaviera da Silveiry. W 1974 r. TFP opublikowało w 21 dziennikach w 10 krajach Manifest oporu przeciw watykańskiej polityce rozluźnienia wobec rządów komunistycznych, w którym wspomina się o starciu z pewnym biskupem i powodzie, dla którego nie doszło do wydania książki przez TFP, kiedy to pewien dostojnik prosił, aby TFP nie publikowało pracy: „Nie zamierzamy traktować tutaj o kwestiach, które być może podnoszą czytelnicy odnośnie do niniejszej deklaracji. Uwagę naszą koncentrujemy najbardziej na bolesnych epizodach z udziałem Jego Ekscelencji Księdza Biskupa Nowego Fryburga, który zadecydował o odmowie Komunii Świętej członkom lub aktywistom TFP, którzy by występowali explicite jako członkowie zakonu bądź z odpowiednimi insygniami oraz w strojach podobnych do tych, jakie występują w kościołach w innych rejonach Brazylii. W artykule opublikowanym na łamach «Folha de S. Paulo» z 27/5/73 Przewodniczący Krajowej Rady TFP miał okazję wyjaśnić, iż w niektórych sprawach o charakterze zasadniczo religijnym, członkowie i aktywiści naszej organizacji mają – jako katolicy – zdecydowane poglądy, których nie wyrazili publicznie tylko z uwagi na prośbę wysokiego autorytetu kościelnego”.

### Krytyka komunizmu
Kościół w obliczu wzrastającego zagrożenia komunizmem. Apel do milczących biskupów to kolejna napisana przez Plinia i opublikowana przez TFP książka, która spotyka się z zarówno z ogromnym sukcesem, jak i oprotestowaniem przez niektórych biskupów, takich jak Arns, Lorscheiter, i CNBB [Krajową Konferencję Biskupów Brazylii]. Dociera również do Rzymu, jak o tym informuje dziennikarz Rocco Morabita: „W wielu momentach na stołach roboczych Watykanu można było napotkać egzemplarze książki Plinia Corrêi de Oliveiry, Kościół w obliczu wzrastającego zagrożenia komunizmem. Apel do milczących biskupów, wydanej w São Paulo, i która zawiera liczne cytaty z pism i poezji biskupa Pedra (Casaldáligi)”. W następnej publikacji, Tubylczy trybalizm, komunistyczny ideał misyjny dla Brazylii XXI wieku Plinio pisze o tym, co sam nazywa lewicującym prądem neomisyjnym, stojącym jego zdaniem w sprzeczności z cywilizowaniem i ewangelizacją tubylców, a głoszącym coś w rodzaju „walki klasowej” pomiędzy tuziemcami a białymi. Główną siłę napędową tego ruchu stanowili biskupi Tomás Balduino i Pedro Casaldáliga. W 1981 r., pragnąc zaatakować agroreformatorski socjalizm, Plinio Corrêa de Oliveira wydaje dwie prace: Jestem katolikiem: czy mogę być przeciw reformie rolnej? oraz Co oznacza samorządny socjalizm dla komunizmu: barierę czy pomost? Orędzie to silnie krytykowało prezydenta Mitterranda, który propagował ideę socjalizmu samorządnego na całym świecie. Insynuowało, że „otwarte poparcie dla ruchów partyzanckich w Ameryce Środkowej, w które «katolicka lewica» głęboko się zaangażowała, a w szczególności kontrowersyjna ochrona dyplomatyczna i wojskowa, jakiej udziela się sandinizmowi w Nikaragui, świadczy o tym, że imperialistyczne zapędy socjalizmu francuskiego nie są tylko zwykłą figurą retoryczną”. Z uwagi na ten i inne naciski Mitterrand musiał swój samorządowy projekt odłożyć na półkę już w pierwszych miesiącach rządów.

### Rozwój TFP oraz jego krytyka
Pod kierunkiem swego założyciela TFP organizowała, począwszy od 1974 r., liczne konferencje i kongresy dla wspierających i sympatyków TFP z innych regionów. Ruch jednakże się skonsolidował i zyskał rozmach już na I Zjeździe, który odbył się w São Paulo w maju 1983 r., gromadząc 400 uczestników z południowej, wschodniej i środkowozachodniej części kraju. W okresie od tamtego momentu do lutego 1986 r., kiedy to w związku z dużą liczbą uczestników postanowiono organizować jedynie konwenty na poziomie regionalnym, odbyły się następujące zjazdy:
- II Zjazd (22 i 23 października 1983): 735 uczestników z 12 stanów. Udział wzięło również 53 uczestników z Ameryki Północnej, a także Kanadyjczycy i Chilijczycy.
- III Zjazd (21 i 23 lipca 1984): 1017 uczestników z 15 stanów. Udział wzięło też 80 uczestników z Ameryki Północnej, a także goście przybyli z Kanady, Hiszpanii, Francji, Południowej Afryce, Argentyny, Chile, Ekwadoru, Peru, Urugwaju, Wenezueli, Australii oraz Filipin.
- IV Zjazd (25 i 27 lipca 1985): 1320 uczestników z 17 stanów, oraz 19 innych krajów, w tym z Portugalii, Australii i Nowej Zelandii.
- V Zjazd (2-4 sierpnia 1985): 1414 uczestników z 19 stanów i 13 innych krajów.
- VI Zjazd (8-11 lutego 1986): 1426 uczestników z 15 stanów i 12 innych krajów[44].

Wzrosła wówczas liczba zarzutów pod adresem Plinia Corrêi de Oliveiry i kierowanej przez niego organizacji. 15 sierpnia 1984 r. na pierwszej stronie „Folha de São Paulo” pojawił się artykuł Dissidência na TFP causa crise interna [„Rozłam w TFP powodem wewnętrznego kryzysu”], wywołując zaskoczenie wobec rosnącej liczy sympatyków i stowarzyszonych. Materiał prasowy autorstwa João Vitora Straussa nawiązywał do odłączenia się z organizacji Orlando Fedeliego, który przez 30 lat był członkiem TFP. W odpowiedzi na ten tekst podkreślono, że za byłym członkiem „podążyło jedynie 14 współpracowników, którzy pozostawili wszakże w nienaruszonym stanie zwartą i nieporuszoną większość członków i współpracowników TFP: około 1 200 osób”. W odpowiedzi na te zarzuty oraz zarzuty innego byłego członka organizacji, Giulio Foleny, wydalonego w 1964 r. po tym, jak został przyłapany na stręczycielstwie, Plinio zadeklarował, że powróci do tematu, gdy oskarżyciele przedstawią argumenty „merytoryczne, mogące się zmierzyć ze słowami teologów, moralistów i kanonistów, na jakich opiera się książka wydana przez TFP”.
Również Krajowa Konferencja Episkopatu Brazylii (CNBB) skrytykowała TFP, oznajmiając:

„wyraźny jest brak zjednoczenia TFP z Kościołem w Brazylii, jego hierarchami i Ojcem Świętym. Jego ezoteryczny charakter, fanatyzm religijny, kult, jakim obdarza się osobę jego założyciela oraz jego rodzicielki, nadużywanie imienia Najświętszej Maryi Panny, o czym krążą wieści, nie mogą w żaden sposób zasłużyć na aprobatę Kościoła. Z przykrością patrzymy na kłopotliwość świeckiego stowarzyszenia, które przybiera formę katolickiej instytucji religijnej, bez łączności z prawowitymi duszpasterzami. Tym samym, biskupi Brazylii przestrzegają katolików, aby nie zapisywali się do TFP, ani z nim nie współpracowali”.

TFP zignorowało oskarżenie Konferencji Episkopatu o „nadużywaniu imienia Najświętszej Maryi Panny”, a w swojej odpowiedzi zażądało dowodów na poparcie reszty oskarżeń wystosowanych przez biskupów.
W czerwcu 1988 r., po udzieleniu święceń biskupich, bp Antônio de Castro Mayer wraz z abpem Marcelem Lefebvre’em został ekskomunikowany zgodnie z kodeksem prawa kanonicznego (kan.1382). W wywiadzie z 1990 r. dla magazynu "Catolicismo" Plinio oświadczył: „TFP nie łączą związki z ruchem bpa Lefèbvre’a. Nie ma ich po tym, jak został on ekskomunikowany, jednakże nie było ich już o wiele wcześniej”.

### Krytyka projektu konstytucji
W październiku 1987 r. Plinio Corrêa de Oliveira wydał książkę Projekt Konstytucji niepokoi kraj, w której poddał analizie tzw. Poprawkę Cabral 2, mającą charakter lewicowy która stanowiła w tamtym okresie przedmiot debaty.

### Ostatnie lata życia
W 1993 r. wydał ostatnią książkę, Szlachta i analogiczne elity tradycyjne w alokucjach Piusa XII do patrycjatu i szlachty rzymskiej. Sprzeciwiał się w niej egalitaryzmowi. Książka została opatrzona przedmową pretendenta do tronu Brazylii księcia Ludwika I. Plinio zmarł 3 października 1995 r. Został pochowany na Cmentarzu Pocieszenia w São Paulo, obok swojej matki.

## Publikacje
Plinio jest autorem lub współautorem ponad 2 500 artykułów oraz kilkunastu książek. Jego dzieła tłumaczono m.in. na języki hiszpański, francuski, angielski, włoski, niemiecki, polski, węgierski i wietnamski.

### Publikacje wydane za życia
- 1943: Em Defesa da Ação Católica [„W obronie Akcji Katolickiej”];
- 1951: Via Sacra (polskie wydanie: Droga krzyżowa, tłum. Anna Waluś, Bartłomiej Waluś, Olga Fendrych, Kraków: Stowarzyszenie Kultury Chrześcijańskiej im. Ks. Piotra Skargi, 2005);
- 1959: Revolução e Contra-Revolução (polskie wydania: Rewolucja i kontrrewolucja, tłum. Sławomir Olejniczak, Kraków: Arcana, 1998; 2001; 2006; Kraków: Stowarzyszenie Kultury Chrześcijańskiej im. Ks. Piotra Skargi, 2007; 2012);
- 1960: Reforma Agrária, Questão de Consciência [„Reforma rolna, kwestia sumienia”];
- 1964: Orędzie Acordo com o regime comunista: para a Igreja, esperança ou autodemolição? [„Co oznacza samorządny socjalizm dla komunizmu: barierę czy pomost?”];
- 1964: Declaração do Morro Alto [„Declaracja Morro Alto”];
- 1965: Baldeação Ideológica Inadvertida e Diálogo [„Nieoczekiwana zmiana w idelologii i dialog”];
- 1969: Grupos ocultos tramam a subversão na Igreja [„Tajne ugrupowania szykują przewrót w Kościele”];
- 1974: Manifest A Política de Distensão do Vaticano com os Governos Comunistas. Para a TFP: omitir-se ? ou resistir? [„Watykańska polityka rozluźnienia względem komunistycznych rządów. TFP powinno wstrzymać głos czy stawiać jej opór?”];
- 1976: A Igreja ante a escalada da Ameaça Comunista - Apelo aos Bispos Silenciosos [„Kościół w obliczu wzrastającego zagrożenia komunizmem. Apel do milczących biskupów”];
- 1977: Tribalismo Indígena, Ideal Comuno-Missionário para o Brasil no Século XXI [„Tubylczy trybalizm, komunistyczny ideał misyjny dla Brazylii XXI wieku”];
- 1981: Sou Católico: Posso ser Contra a Reforma Agrária? [„Jestem katolikiem: czy mogę być przeciw reformie rolnej?”];
- 1981: Orędzie O Socialismo Autogestionário: em vista do comunismo, barreira ou cabeça-de-ponte? [„Co oznacza samorządny socjalizm dla komunizmu: barierę czy pomost?"];
- 1982: As CEBs...das quais muito se fala, pouco se conhece – A TFP as descreve como são [„Podstawowe Wspólnoty: wielu o nich mówi, znają je nieliczni – TFP je opisuje”];
- 1985: A Propriedade Privada e a Livre Iniciativa, no Tufão Agro-Reformista [„Własność prywatna i wolna inicjatywa a tajfun agro-reformatorski”];
- 1985: Guerreiros da Virgem - A Réplica da Autenticidade / A TFP Sem Segredos [„Rycerze Maryi – autentyczna replika / TFP bez tajemnic”];
- 1986: No Brasil,a Reforma Agrária leva a Miséria ao Campo e à Cidade – A TFP Informa, Analisa e Alerta [„Reforma rolna w Brazylii prowadzi do nędzy na wsiach i w miastach – TFP informuje, bada i ostrzega”];
- 1987: Projeto de Constituição Angustia o País [„Projekt Konstytucji niepokoi kraj”];
- 1993: Nobreza e Elites Tradicionais Análogas nas Alocuções de Pio XII ao Patriciado e à Nobreza Romana [„Szlachta i analogiczne elity tradycyjne w alokucjach Piusa XII do patrycjatu i szlachty rzymskiej”].

### Publikacje pośmiertne
- 1997: O Universo é uma catedral, exertos do pensamento de Plinio Corrêa de Oliveira recolhidos por Leo Daniele [„Świat jest katedrą, wybór myśli Plinia Corrêi de Oliveiry zebrany przez Leo Daniele”];
- 1998: A cavalaria não morre, exertos do pensamento de Plinio Corrêa de Oliveira recolhidos por Leo Daniele [„Rycerstwo nie zginęło, wybór myśli Plinia Corrêi de Oliveiry zebrany przez Leo Daniele”];
- 1998: À procura de almas com alma, exertos do pensamento de Plinio Corrêa de Oliveira recolhidos por Leo Daniele [„W poszukiwaniu dusz z duszą, wybór myśli Plinia Corrêi de Oliveiry zebrany przez Leo Daniele”];
- 2008: A Inocência Primeva e a Contemplação Sacral do Universo, no pensamento de Plinio Corrêa de Oliveira [„Pierwotna niewinność i sakralna kontemplacja świata w myśli Plinia Corrêi de Oliveiry”];
- 2014: A calma e sua gentil superioridade, exertos do pensamento de Plinio Corrêa de Oliveira recolhidos por Leo Daniele [„Uprzejma wyższość spokoju, wybór myśli Plinia Corrêi de Oliveiry zebrany przez Leo Daniele”].

### Biografie
- 1980: Abel de Oliveira Campos Filho, Meio Século de Epopéia Anti-Comunista [„Pół wieku antykomunistycznej epopei”];
- 1988: Um Homem, uma Obra, uma Gesta: Homenagem das TFP's a Plinio Corrêa de Oliveira [„Człowiek, dzieło, czyn: hołd stowarzyszeń TFP złożony Plinio Corrêi de Oliveirze”];
- 1996: Roberto de Mattei, O Cruzado do Século XX: Plinio Corrêa de Oliveira, przedm. Alfons Maria Stickler (polskie wydanie: Krzyżowiec XX wieku – Plinio Corrêa de Oliveira, tłum. Jerzy Wolak, Kraków: Fundacja Instytut Edukacji Społecznej i Religijnej im. ks. Piotra Skargi, 2004);
- 2001: Juan Gonzalo Larrain Campbell, Plinio Corrêa de Oliveira: Previsões e Denúncias em defesa da Igreja e da Civilização Cristã [„Plinio Corrêa de Oliveira: prognozy i demaskacje w obronie Kościoła i cywilizacji chrześcijańskiej”];
- 2005: Juan Rodolfo Laise [et al.], Plinio Correa de Oliveira (1995-2005): Dez Anos Depois... [„Plinio Correa de Oliveira - 1995-2005: dziesięć lat później…”];
- 2012: Ivanaldo Santos, A atualidade de Revolução e Contra-Revolução de Plinio Corrêa de Oliveira [„Aktualność Rewolucji i kontrrewolucji Plinia Corrêi de Oliveiry”];
- 2015: Mathias von Gersdorff, Begegnung mit Plinio Corrêa de Oliveira: Katholischer Streiter in stürmischer Zeit, przedm. Roberto de Mattei;
- 2015: Minha Vida Pública – Compilação de relatos autobiográficos de Plinio Corrêa de Oliveira.